# ダウトをさがせ!
『ダウトをさがせ!』は、1992年4月9日から1993年9月23日まで、毎週木曜日20:00 - 20:54 (JST) に、TBS系列局ほかで放送されていたクイズ番組。
1994年10月から1995年2月に同じ曜日・時間帯に『ダウトをさがせII』、及び引き続き『ダウトをさがせR』が放送された。いずれも、毎日放送（MBS）とイーストの共同製作。
2007年10月12日 18:55 - 20:54に復活特番『クイズ ダウトをさがせ!2007』が、MBS・イースト及びTBSの共同製作で放送された。

## 概要
間違い探しがテーマのクイズ番組である。番組タイトルの「ダウト」とは、「疑わしい」「怪しい」を意味する英単語である。映像の矛盾点や印刷物の誤植、テーマに合致しない物を指摘するといった設問の出題に対し、スタジオの芸能人パネラーが解答する形で番組が進行する。
- 初回は2時間スペシャルだった。初期のOPCGは3原色のライトを照らされた人形（頭は球形、身体は三角形の集合体）がオープニング曲に合わせて踊っているというものだった。
- 中期にはカメレオンをリアルに再現したCGがオープニングに登場していたが、後に「ダウトビッチ・ギーモン」というカメレオンをデフォルメした番組イメージキャラクターが登場し、プレゼントの告知などを担当するようになった。その後の『ダウトをさがせII』、『ダウトをさがせR』でも使われた。「ダウトビッチ・ギーモン」の名は番組が視聴者に対して募集した中から付けられ、採用者には純銀製のカードが贈られた。担当声優は島津冴子。
- 元日本テレビアナウンサーの徳光和夫は、在阪局制作番組で司会を務めるのは初のことだった。
- 得点加点の効果音や、「ダウトマンがやってきた!」でのシンキングタイムBGMは、かつてMBS・イースト制作で放送していた『世界まるごと2001年』のBGMが流用された（初代演出の波多野健と初代音響効果の有馬克己は『世界まるごと2001年』を担当していた）。またVTRが終わる際のジングルはアニメ『ゲンジ通信あげだま』のアイキャッチが使われていた。
- 放送の全期間において視聴者から問題の投稿を受け付けていた。採用者への賞品は、当初は「誤植にダウト」での採用ならCanonの電子辞書ワードタンク、「映画にダウト」での採用なら映画のビデオソフトのセット。末期にはギーモンのキャラクターがあしらわれた様々な商品（ダウトグッズと紹介されていた）に統一された。

## 出演者

### 司会
- 島田紳助（初期は悪人チーム代表）
- 徳光和夫（初期は善人チーム代表）

### 出題VTR出演
- マイケル富岡（初期/物の名前にダウト、中期及び末期・ダウトマン:択一式クイズの出題VTRレポーター）
- 谷啓（初期/出題VTR出演:「○○はじめて物語」で、案内役の学者に扮する）
- 越智静香（初期/あなたも犯罪者シリーズ）
- 大澄賢也（末期/出題VTR出演:ドラマ仕立ての出題VTRにおいて、毎回主役を務めた）
- 荒井注（中期/出題VTR出演:出題VTRの中に隠れている。物などに変装している場合もあった。指摘すると、"注ポイント"なる得点がもらえた）
- 井手らっきょ（末期/荒井注からバトンタッチ。荒井と同様、出題VTRの中に隠れている。指摘すると、"らっきょポイント"なる得点がもらえた）
- 松尾伴内（井手らっきょの代理）
- グレート義太夫（井手らっきょの代理）

### レギュラー・常連解答者
※常連は5回前後の出演者も含む

#### 初期
悪人チーム
- 島田洋七・加納典明・太平サブロー・蔵間竜也・中野良子・岡本夏生・長野智子

善人チーム
- 江守徹・中山秀征・地井武男・辰巳琢郎・城戸真亜子

#### 中期以降
- 江守徹
- 和田アキ子
- 中山秀征
- 城戸真亜子

### 主なゲスト解答者

#### 初期
悪人チーム
- 男性：横山ノック・大竹まこと・井崎脩五郎・江本孟紀・八名信夫・ポール牧・間寛平・金田正一・峰竜太・山城新伍・松崎しげる・田口計・徳大寺有恒・高田文夫・大槻ケンヂ・ラサール石井・岡田真澄・池畑慎之介・松尾貴史・舛添要一・川藤幸三・栗本慎一郎・大島渚・桑野信義
- 女性：和田アキ子・大島智子・蓮舫・浜田マキ子

善人チーム
- 男性：錦織一清・別所哲也・ケント・デリカット・大沢樹生・掛布雅之・ダニエル・カール・植草克秀・武田修宏・新沼謙治・川合俊一・石原良純・中谷彰宏・風見しんご・羽田健太郎・金田賢一・村野武憲・林家こぶ平・山田雅人・山本譲二・高杢禎彦
- 女性：仁藤優子・森山祐子・小林幸子・中條かな子・田村英里子・大塚寧々・南美希子・古手川伸子・島崎和歌子・井上晴美・三浦理恵子・佐野量子・松本伊代・大河内志保・松原千明・西村知美・成田路実・松本典子・大東めぐみ・カーリー西條・原日出子

#### 中期〜末期
- 対抗戦時代に出演したゲスト
  - 男性：錦織一清・横山ノック・高杢禎彦・掛布雅之・大沢樹生・植草克秀・川合俊一
  - 女性：小林幸子(秋SPのみ)・井上晴美・大島智子(春SPのみ)
- 上記以外
  - 男性：田代まさし(秋・春SP)・内海光司・山本淳一・前田耕陽・中野浩一・能勢一幸・前田日明・斉藤喜徳・石坂浩二・佐藤和弘・小林完吾・ショー・コスギ・大澄賢也・加藤茶(春SPのみ)・山口敏夫(同)
  - 女性：酒井法子・小池百合子・羽野晶紀・山瀬まみ・鈴木早智子・畠田理恵・中尾ミエ・秋本奈緒美・森口博子・松居直美・斉藤慶子・飯星景子・山口美江・ジュディ・オング・杉本彩(春SPのみ)

#### 末期
- 対抗戦時代に出演したゲスト
  - 男性：山城新伍・ラサール石井・林家こぶ平
  - 女性：松本伊代・中條かな子
- 上記以外
  - 男性：池谷幸雄・ジミー大西・野口五郎・松村邦洋・渡嘉敷勝男・渡辺正行・うじきつよし
  - 女性：飯島直子・早坂好恵・奥山佳恵・渡辺めぐみ・香坂みゆき・髙田万由子・森尾由美・新田恵利・ゆうゆ・小柳ルミ子・井森美幸・飯島愛

ピンチヒッター
- 前田武彦（江守徹のピンチヒッターとしてゲスト出演）
- 加藤茶（同上）
- 水前寺清子（和田アキ子のピンチヒッターとしてゲスト出演）
- ジュディ・オング（同上）
- 沢田亜矢子（城戸真亜子のピンチヒッターとしてゲスト出演）
- 飯星景子（同上）

## ルール

### 基本ルール
- 解答者は出題VTRを見て、その中に隠されている間違い（ダウト）を答える。正解すれば規定の得点を獲得できる。この基本ルールは後述の『ダウトをさがせII』にも共通する。

### 初期ルール
- 1992年4月9日放送分から9月24日放送分まで。
- 徳光を代表とする「善人チーム」と、紳助を代表とする「悪人チーム」の対抗戦。代表の2人は基本的にクイズには参加しない。
- 善人チーム・悪人チームに解答者が5名ずついるが、そのうち各チームの1名が相手チームのスパイである。
  - 各チームのパネラーは、オープニングダウト終了後に各チームのアシスタントから配られる5枚の封筒から1枚選ぶ。中にはトランプが入っており、他の解答者に見られない様にチェックする。1枚だけあるジョーカー（1992年7月23日放送分からは「スパイ」と書かれた相手チームの代表の似顔絵）を引いた解答者がスパイとなり、クイズ終了後に獲得した個人得点を持って相手チームに移る。誰がスパイであるかは本人以外わからない。
- 最後のクイズ終了後に各チームの総合得点を確認し、各チームのスパイの発表を行う。両チームのスパイ交換後の個人得点の移動で各チームの最終的な総合得点が確定して優勝チームが決まり、週替わりの賞品が贈られる。なお賞品は、優勝チームの解答者4人とスパイで来た相手チームの解答者の計5人に贈られ、逆に優勝チームの解答者だったが、スパイで負けた相手チームに移った解答者に賞品は無い。
  - 一度だけ、両チーム同点で引き分けとなり、優勝賞品は無しとなった。

#### 番組の流れ
1. オープニングダウト（1対1の早押し問題。正解で100点。開始当初は全5問、1992年7月23日放送分から全3問）
2. スパイ抽選
3. ダウトが複数ある問題（早押し問題。正解で100点、お手つきで解答権を失う）
4. 物の名前にダウト
5. ダウトが複数ある問題（早押し問題。正解で200点、お手つきで-100点）
6. スパイ発表→最終結果発表

### 中期ルール
- 1992年10月8日放送分のスペシャルから個人戦に変更。徳光と紳助は司会に専念する。
- パネラー6名（レギュラー4名とゲスト2名）による個人戦。
- 一部クイズには、見つけると通常の倍の得点を獲得できる「ボーナスダウト」や、答えると全得点が没収となり背後から冷却ガスが噴射される罰ゲームがある誤答「爆弾」が設けられた。なお、「爆弾」は基本的に「まさか答えないだろう」という誤答に設定される。これらは1992年10月29日の放送からルールに加えられた。0点以下で爆弾を引いた場合は得点は動かないが、冷却ガスの罰ゲームは受ける。
  - 爆弾は、「ダウト 1・2・3」（後述）の結果次第で獲得できる「ダウト消火器」によって1回だけ回避する事が可能。
- 全クイズ終了時に、最高得点を獲得したパネラーがトップ賞。賞品は当初は週変わりだった。

#### 番組の流れ

##### 中期前半
1. オープニングダウト（ダウトが複数ある問題。正解で100点、10月29日からはボーナスダウトを指摘すれば200点。お手つき2回で解答権を失う）
2. ダウトマンがやってきた!
3. ダウト16（2問出題。10月29日からは爆弾あり）
4. ダウトが複数ある問題（正解で200点、お手つきで-100点。10月29日からはボーナスダウトを指摘すれば400点、爆弾あり）

##### 中期後半
1. ダウト ロバの耳
2. ダウト 1・2・3
3. ダウトマンがやってきた!
4. ダウト16（2問出題。爆弾あり）
5. ダウトが複数ある問題（ボーナスダウト、爆弾あり）

### 末期ルール
- 1993年4月15日放送分からリニューアルし、スタジオセットもマイナーチェンジした。
- 基本的に中期と同じ。ただし、ダウトを指摘する問題が大幅に減少し、「ボーナスダウト」も廃された。背後から冷気ガスを噴射する罰「爆弾」を、一部コーナーで「時間切れゲームオーバーの罰ゲーム」として続行。減点要因としての「爆弾」は廃止。
  - 原則減点がなくなり、1つの問題に対する正解ポイントが大きく設定されるようになったため、得点が中期までと比べてインフレしている。特に「ダウト・だるまさんがころんだ」では最大で1500点も獲得できるため、逆転が起こりやすくなった。
- 優勝賞品は純金製の「ダウトゴールドプレート」に固定された。3000点以上で海外旅行がプレゼントされ、城戸真亜子とラサール石井が獲得した。なお、3000点以上獲得者が複数人いた場合、得点の多い解答者のみ海外旅行獲得というルールが存在したが、複数人が3000点以上獲得した回はなかった。

#### 番組の流れ
1. ダウト ロバの耳
2. ダウトマンがやってきた!
3. （カン違い）ダウトゾウの鼻
4. ダウト 5つのかくれんぼ
5. ダウト・だるまさんがころんだ

## 「ダウトをさがせ!」でのハプニング
- 1992年5月7日放送では放送中、CM切り替え時にCMが送出されず、画面が黄緑色のままとなる放送事故があった。約20秒後にCMが入った。
- 1993年1月28日放送ではスタジオ収録時にも、正解した解答に対して不正解の音が出て減点された後に正解の音が出るミスがあり、その部分を再度やり直す事になった。
- ダウトロバの耳で不正解の解答者に対して落とされるボールが機械の故障のため落ちなかったことがあった。

## ダウトをさがせII
『ダウトをさがせII』は、1994年10月20日から1995年2月16日まで放送されたクイズバラエティ番組。
『ダウトをさがせ!』の続編であり、間違い探しを題材にした番組のコンセプトもそのまま受け継がれた。
※IIはローマ数字の2

### 番組概要
- 司会は島田紳助と渡辺正行[1]。
- レギュラー解答者は神田正輝、和田アキ子、中居正広で、5人（末期では2人1組の5ペア）による対戦。
- 番組概要とルールは『ダウトをさがせ!』末期とほぼ同様で、4,000点以上獲得してのトップ賞だった場合は海外旅行がプレゼントされる。

### 補足
- 紳助がポリープ摘出手術をして間もなかった時、のどの負担を考慮して司会を休み、「オールスター感謝祭チーム」として島崎和歌子と共に解答者となったことがある（1995年2月9日）。この放送回では和田アキ子が紳助の代わりに司会を務めた。またこの回は中居が別の仕事のため欠席し、同じSMAPの森且行が代役として未唯と「新旧アイドルチーム」として出演した。翌週の最終回（1995年2月16日）でも中居が欠席し、同じSMAPの香取慎吾が代役として麻丘めぐみと「新旧アイドルチーム」として出演した。
- 『ダウトをさがせ!』で中期以降レギュラーだった江守徹と中山秀征は1回も出演しておらず、城戸真亜子は数回ゲストとして出演した。
- 4,000点以上の得点を獲得した解答者は1人も出なかった。

## ダウトをさがせR
『ダウトをさがせII』から、1995年2月23日に『ダウトをさがせR』にリニューアル。クイズ要素を廃止し、視聴者投稿のダウト要素を審査するバラエティ番組となった。
僅か4か月後の1995年6月29日に放送終了。東京新聞ではクイズ番組として案内されていた。

### 番組概要
- 司会は引き続き島田紳助と渡辺正行[2]。アシスタントとして斎藤英津子が出演[2]。
- レギュラー審査員は神田正輝、和田アキ子で[2]、4月からは国生さゆりが加わった。
- 投稿者から送られてきた街にある珍しい場所や商品、おかしな通販グッズを紹介。商品紹介時の映像は当時に放送されていたCMのパロディーだったことが多かった。面白ければ「ダウトキャッシャー」と呼ばれる賞金（小銭）が落ちてくる機械を使って賞金の金額を決め、投稿者にプレゼントした。
- 5人の審査員（ダウトジャッジ）が0 - 3ポイントで判定し、評価が5ポイントを超えたら1ポイントにつき1秒分（3月までは5秒を引いた秒数）だけ小銭が落ちてきて、受け皿に入った分だけ投稿者がもらえる。この時、小銭と共に大きな「ダ」と「R」が書かれた「ダウト金貨」が落ちてくると、賞金のほかにダイワフューチャーズから100グラムのゴールドバーが投稿者にプレゼントされた。放送回によって「ダウト金貨」が出なかった場合は視聴者プレゼント。
- また、『ダウトをさがせ!』時代の「誤植ダウト」に似た「ミニ誤」や、番組内で紹介されなかったネタを紹介する「ボツネタギャラリー」、人気商品の類似商品を紹介する「ダウトな商品」、おかしな通販グッズを紹介する「ダウト床の間ショッピング」などのコーナーもあった。

#### ダウトな商品コーナーで取り上げられた商品の例
- ユンケル黄帝液に似た栄養ドリンク剤「ロスミン黄w液」（ドラッグストアで売られている）
- バファリンに似た頭痛薬「バッサリン」（ドラッグストアで売られている）
- スナック菓子のカールに似たスナック菓子「マール」
- アロンアルフアに似た瞬間接着剤「ツリロンアルファ」（100円ショップで売られている）
- また、通常投稿でもオロナミンCに似た炭酸ドリンク「ミンナミンC」、「ボンヌC」や7upに似た炭酸飲料「5up」等が取り上げられていた。
- 三ツ矢サイダーに似たブランドのミツワソース
- キッコーマンに似たブランドの醤油で「キッコーショウ」、「キッコークマ」（そのようなものは他にも各地にある）

### 補足
- 紳助が本名の「長谷川公彦」として、和田が本名の「飯塚現子」として情報投稿したことがあった。
- 『ダウトをさがせII』でレギュラーだった中居正広は、ゲストとして出演したことがある。
- 「ダウトキャッシャー」は、初回放送で小銭がつまってしまうというハプニングに見舞われ、その上、1円玉や10円玉ばかりが沢山出てきてしまい、賞金が少ないイメージを視聴者に与えてしまうスタートだった。2回目以降は100円玉のみに変更されたことで改善した。

## クイズ ダウトをさがせ!2007
2007年10月12日（金曜日）の18:55 - 20:54（JST）に、『クイズ ダウトをさがせ2007』として復活特番を放送した。
MBS、イーストに加えキー局のTBSが製作に加わり、スポンサードセールス・番組配信はTBSが担当した。

### 番組概要
- 司会は島田紳助と川田亜子（元TBSアナウンサー）。
- 『ダウトをさがせR』終了時には2014年10月に復活を宣言していたが、予定より7年早く2007年10月12日に特番として前倒しで復活することとなった。
  - なお、番組では「13年振りの復活」とした。
- 過去のシリーズとはタイトルロゴを一新。番組キャラクターだったギーモンではなく、別のカメレオンのキャラクターを使用。早押しクイズのSE音等も変更された（音響効果担当会社の変更が影響）。
- ルールは初期ルール同様、5対5のチーム対抗戦。ただしスパイルールは無く、中期以降にあった「爆弾」も、「罰ゲーム」と称されて冷却ガス噴射のみになった。しかし、ガスの威力はレギュラー放送以上を誇る。グレードアップされた冷却ガスの罰ゲームを相武紗季は一切聞かされず、罰ゲームを受けてあまりの寒さに凍えていた。
  - チームアッコ：和田アキ子、勝俣州和、佐藤隆太、つるの剛士、八代英輝
  - チーム紳助：ほしのあき、相武紗季、眞鍋かをり、大河内奈々子、福田沙紀
- 出題クイズは、初期と中期にやったものやそれに類するものが大半。「自己申告100m走にダウト」等、新登場のクイズもあった。
- チーム紳助の勝利。視聴率は7.3%。

### 補足
- レギュラー時代（『II』までのクイズ番組）とはセットが微妙に異なり、得点板は電光表示板による表示からモニター画面による表示に変更。パネラー席配置はレギュラー時代の特番時と同じく、ひな壇状に下3人・上2人となる（レギュラー時代の通常放送時パネラー席は横1列に5人が並ぶセット）。
- 番組はハイビジョン制作（地上波デジタル放送のみ）で、番組制作にはイースト・MBSに加え、TBSも参加した。

## 『ダウトをさがせ!』の初期・中期に出題された主なクイズ

### ダウトが1つだけある問題
映画にダウト
映画などにおいて、カット割りや編集の都合、スタッフの見落としなどのミスなどで、連続したシーンなのにその前後で矛盾が生じる、明らかに不自然なシーンが出てしまう事がある。その矛盾（ダウト）を指摘すれば正解。実際の作品においてそのような矛盾が発見されたものを出題VTRとして使用しており、番組が募集して視聴者から投稿された作品からも出題される。「ダウトをさがせII」の途中から1コーナーとして独立。
例：『ターミネーター2』…ヘリコプターに乗ってる人とは別に、ヘリコプターを操縦する別の人の手が映り込んでいる。
誤植にダウト
新聞や広告（チラシ）などの印刷物にある誤植（ダウト）を指摘すれば正解。初期には雑誌「宝島」の1コーナー「VOW」で紹介されたものから流用した問題が出された。番組が募集して視聴者から投稿された誤植からも出題される。出題中のBGMはルロイ・アンダーソンの『タイプライター』が使われている。
例：新聞の見出しの「不可欠」が「不可『決』」になっている。
名画にダウト
誰もが目にした事のある名画（稀に像）をCGで加工したものが出題VTRとして流れる。実物との相違点（ダウト）を指摘すれば正解。
例：黒田清輝の『湖畔』…浴衣姿で団扇を持つ女性の後方に障子の引き戸が描き足されている。
映像にダウト
誰もが知っている場所や建造物などを扱った映像が出題VTRとして流れる。CG加工や合成で作られた実物との相違点（ダウト）を指摘すれば正解。
例：東京タワー…展望台より上のカラーリングが赤一色になっており、白い部分が無い。
日常の風景にダウト
お店やスポーツ競技など、日常を扱った映像が出題VTRとして流れる。合成や演者そのものに通常あり得ない事象（ダウト）が起きているので、それを指摘すれば正解。
例：喫茶店…コップの中の飲み物が勝手に減っていく。
ダウト16
1992年8月20日に初登場、テーマが発表され、16枚の番号パネルの裏にテーマに沿った項目が書かれており、ランダムにパネルが開かれる。1枚だけテーマに当てはまらない項目（ダウト）があるので、それを指摘すれば正解。
中期には独立して1コーナーになった。正解すると、前期の対抗戦時代のオープニングダウトでは100点、中期の個人戦時代では200点（司会陣の独断で300点になる場合も）。お手つきは初期の対抗戦のオープニングダウトでは無し、中期の個人戦では解答権を失うが、6人全員お手つきをした場合は、解答権が復活。但し、2巡目も全員間違えたら終了となる。また、中期で不正解の項目の1つに「爆弾」が指定されているルールも途中から導入されている。
過去2回、実際にはダウトではない項目をダウトとし、正解の無い問題を出題した不備があったため、番組内でギーモンがお詫び・訂正をした事がある。

### ダウトが複数（5 - 7個）ある問題
ある物事について紹介するVTRを見て、提示された事実や解説の誤りを指摘する。物事の歴史に関する内容や社会科的内容、外国の文化の紹介のVTRなど、知識・雑学が問われる内容が主だった。シリーズ化された企画としては、以下のようなものがある。
あなたも犯罪者
「普段の生活において、やりがちな行動が、実は犯罪になる」というケースを紹介する内容のVTR。その中に実際は罪にならない行動や、VTR中の解説の中に間違いがあるので、それらを指摘する。中期は、VTR中の行動の中から犯罪とされるケースを指摘する。再現VTRには主に越智静香が主役で出演。後に、ナレーターは菊池正美が担当するようになり、自身が声優を務めるちびまる子ちゃんの花輪くんの口調、声色でナレーションを行う。徳光からも「ナレーションは花輪くんです」と紹介されていた。
昔話にダウト
『かぐや姫』や『シンデレラ』など、昔話や童話のあらすじを絵（アニメーション）とナレーションでまとめたVTRに隠されている、本来の話とは異なる内容（ダウト）を指摘する。
○○はじめて物語
学者に扮した谷啓が案内役を担当。毎回あるものの起源時のエピソードをVTRで紹介。その中に隠された間違い（ダウト）を指摘する。
谷が自身のギャグ「ガチョーン!」を繰り出した後にエピソード紹介へ移るのが恒例。

## 『ダウトをさがせ!』および『ダウトをさがせII』の主なコーナー

### オープニングコーナー

#### オープニングダウト
- 『ダウトをさがせ!』初期のオープニング
- 解答者紹介を兼ねた、善人チームと悪人チームの代表1名ずつの対戦。当初は各チーム全員参加の5回戦、1992年7月23日放送分からは各チームの代表3人による3回戦。
- ダウトが1つだけある問題に早押しで答えていく。
- 5回戦行っていた時は、正解すると個人の得点として100点入り、スパイの得点移動に影響する。3回戦に減ってからは、個人ではなくチームの得点として100点入り、スパイの得点移動に影響は無い。

#### ダウト ロバの耳
- 『ダウトをさがせ!』中期・末期、『2007』のオープニング
- 解答者全員が専用の解答者ステージに立った状態で、ダウトが1つだけある問題に挑戦
- 分かった人はステージ中央のボタンを押して、ステージより離れた所にある解答ボックスに頭部を入れ、他の解答者に聞こえないように小声で、ロバの耳を模したマイクに向かって解答する。司会者及び勝ち抜けた人はイヤホンで解答を聞くことができる。
- 正解したら得点を獲得して、クイズから抜ける。得点は当初一律200点だったが、後に抜けた順番に、500点、400点、300点、4人目以降200点となった（順位に応じての得点制度はこのクイズが最初である）。
- 制限時間以内に抜けられずにステージに残った場合は、罰として冷却ガス「爆弾」が吹き付けられ、大量のゴムボールが上から降ってくる。
  - なお、全解答者が正解した場合、司会者が解答者ステージで同様の罰を受ける。
  - 一度、上から降らすゴムボールが入っているボックスが故障したため、ゴムボールが落ちてこなかった事があった。
- 最終回のみ、解答ボックスを使わずに直接口頭で答える。5問出題して、各問題で1名が得点獲得&クイズから抜けて、最後まで残った1名が罰を受ける。しかし、1問目に正解者が出なかったため、罰を受けたのは中山秀征と飯星景子の2人だった。
- 「2007」では、先に3人抜けたチームの勝利&得点獲得（人数分ではない）。負けた側は、正解者もステージに戻って、「罰ゲーム」の冷却ガス噴射を浴びる。2007年版ならではの、『Google Earth』を用いてエジプトのピラミッドを映し出した映像からの出題もあった。

#### ダウト大回転
- 『ダウトをさがせII』のオープニング
- 交互に切り替わる2枚の静止画に隠された1つの間違いを当てる早押しクイズ
- 当初は5問出題され、正解すると難易度に応じて100点から300点獲得
- 後に早抜け方式となり2問出題。正解した順番に200 - 50点（300 - 50点）を獲得でき、制限時間が経過するか4人（組）正解した時点で終了
- 5問出題時のみ、全問出題終了したら紳助のボタン操作で全解答席の頭上から冷却ガス「爆弾」が吹き付けられ、大量のゴムボールが降ってくる。ただし、1問でも正解していた場合は先にカプセルバリヤーと呼ばれる透明なバリアが被せられ、ガス、ボールを防いでくれる。2問出題時は2問とも正解できなかった解答者にだけ頭上から冷却ガス「爆弾」が出る仕様に変更された。

### マイケル富岡出演コーナー

#### 物の名前にダウト!
- 『ダウトをさがせ!』初期のコーナー
- 普段生活していて目にするが、あまり知られていない物の正式名称や、ある職業で使う道具の名称を紹介。紹介された5つの名称の中から1つある嘘（ダウト）の名称を当てる。
- このコーナーは徳光、紳助も答えを知らず、チームメイトの解答者と相談して答えを出す。
- 当初は解答者全員がそれぞれダウトであると思う選択肢の番号札を上げて解答。正解すると個人の得点として100点入り、スパイの得点移動に影響する。
- 1992年7月23日放送分からは、各チームの代表と解答者が相談した後、ダウトチップと呼ばれる500点分のチップを100点単位で複数の選択肢に分けて賭ける（1つの選択肢に500点分すべて賭けてもよい）。正解の選択肢に賭けたチップの点数がチームの得点となり、スパイの得点移動には影響しない。
- 正解発表は、各選択肢の青地に白字の名称の書かれたプレートを上にスライドさせて開ける形で行う。プレートの下に解答が書いてある。正しい名称なら白地に黒字でそのままの名称、ダウトなら白地に赤字で本来の名称が書かれている。ダウトの傾向として、ラーメンの湯切り籠「てぼ」を「ぼて」の様に言葉を逆にする、リンゴの芯を取る道具「アップルコアラー」を「アップルパンダー」の様に一部を似た様な名前に変える（この場合、コアラとパンダ）、寿司の玉子を止めるために巻く細い海苔「バンド」を「玉三郎」の様に組み合わせると言葉になる（この場合、バンドと玉三郎で『坂東玉三郎』）といったパターンがある。

#### ダウトマンがやってきた!
- 『ダウトをさがせ!』中期以降、『ダウトをさがせII』のコーナー
- 毎回ある職業にスポットを当て、その仕事内容を紹介した4つのレポートの中に1つだけある嘘（ダウト）のレポートを当てる
- 紳助はこのクイズだけは正解は知らされておらず、解答前に正解を予想（「予想屋紳ちゃん」と呼ばれていた）。これによって獲得できる得点に変化が生じる。
  - 1992年10月29日からは自信のある物から順番に得点を設定（中期は◎100点、●200点、▲300点、★400点、末期は◎200点、●300点、▲400点、★500点）。
    - 正解者が設定された得点を獲得（初期は200点固定）。

  - 『ダウトをさがせII』では、正解と思ったものを1つ予想。
    - 紳助の予想と同じ選択肢を選んだ場合正解すれば400点獲得、不正解の場合は200点減点。それ以外の選択肢では、正解で200点獲得、不正解でも減点は無い。

  - 紳助ではなく徳光が正解の予想をしたことがある。紳助が詳しいボクシングジムからの出題であった。
- 正解VTRの導入部分は初期と後期で内容が異なる。
  - 初期は固定パターンで、予想結果に関わらずダウトに驚いたり感心する。（「なんだ○○（○○の中にレポートの内容が入る）がダウトだったのか〜!」等）
  - 後期は変形パターンで、予想結果によって流すパターンを変えて放送している。
    - 紳助を見事だまして笑う。（「予想屋紳ちゃん、はずしたねぇー。クーックックックッ…」等）
    - 紳助に当てられて悔しがる。（「予想屋紳ちゃんに当てられちゃったぁー。エーンエンエンエン…」等）

### VTRの矛盾点を探すクイズ

#### ダウト 1・2・3
- 『ダウトをさがせ!』中期のコーナー
- 短いVTRの中にCGや特殊技術等を駆使して作った矛盾点が3つ隠されている。解答者は早押しでそれらを指摘していき、正解であれば難易度に応じた得点（100点、200点、300点）を獲得。
- 1人で3つ全て当てた場合は、パーフェクト賞として「ダウト消火器」を獲得となり、以降の問題で設定されている「爆弾」を当ててしまった場合、1回だけ爆弾を回避する事が出来る。
  - ダウト消火器を獲得したのは、城戸真亜子と中山秀征の2人のみ。城戸は使わずに済んだが、中山は爆弾を引き当てて、消火器の恩恵を受けた。
- 1993年2月18日放送の「カラオケBOX」の回では、カラオケボックスの経営断念にちなみ荒井注が特別出演した。そしてそれ以降、荒井がダウトの一つを演じる形でレギュラー出演した。

#### ダウト・5つのかくれんぼ（ダウトかくれんぼ）
- 『ダウトをさがせ!』末期、『ダウトをさがせII』・『2007』のコーナー
- ドラマ仕立てのVTRの中に、CGや特殊技術等を駆使して作った矛盾点が隠されている。ダウトの数は「5つの - 」では5個固定、ダウトかくれんぼは、回によってダウトの数が変動。
- 解答者は早押しでそれらを指摘していき、正解であれば難易度に応じた得点（100点、200点、300点。後に、50 - 500点の50点刻みに変更）を獲得。2007は最高300点。正解不正解に関わらず解答権は無くならない。
- 『2007』以外では、特定のタレント（当初は荒井注、後に井手らっきょ）が変装して物や背景に紛れ込んでいる。提示された「ダウトの数」とは別にカウントされる。発見すると獲得できるポイントは「注ポイント」「らっきょポイント」と称され、このポイントも難易度により変動する。隠れているタレントが誰なのかは映像が始まる前に司会者から伝えられる。
- 末期・『II』では、毎週大澄賢也主演のドラマや映画などのパロディ作品が制作された。2007では大澄が助演で主演はホリ。
  - 一度「TBS系の番組にもかかわらずテレビ朝日のロケーションバスが背景に映る」というVTR編集上のミスがあった。スタッフも気付かなかったこの「ダウト」を野々村真が指摘し、特別に200点獲得となった。
  - 井手らっきょの代わりに同じくたけし軍団の松尾伴内、グレート義太夫が隠れた回もあった。この時は指摘された際の得点もそれぞれ「伴内ポイント」、「義太夫ポイント」とされた。
  - 荒井注は、隠れていたところが見つかった際に往年のギャグ「何だ、バカヤロウ!」を発するのがお約束だった。
- 『2007』では、さらに1000円札のダウトを探す形式も登場。その際、VTRの至る所に雑技団が踊る「目隠し」が存在した。

### その他のコーナー

#### カン違いダウト ゾウの鼻
- 『ダウトをさがせ!』末期のみに登場
- ある物（これをAとする）のヒント5個とAに名前や見た目等が似ているもの（これをBとする）のヒント2個、計7個のヒントを混ぜて1個ずつ提示。
- 解答者は「AをBと勘違いしている」とA・B両方とも当てる。
  - 例:「1.地名（地名が語源）」「2.離婚（離婚の原因になる）」「3.旗（旗を振る人もいる）」「4.裸足（裸足で優勝した人もいる）」「5.母親（母親の過保護も原因の1つ）」「6.オートバイ（オートバイが先導する）」「7.最後の日（オリンピックで最後の日に行われる）」 正解：「『マラソン』を『マザコン』と勘違いしている（ダウトのヒントは2と5）」
- 解答者は早押しで解答権を得たら、解答席の象の鼻の形をしたマイクに解答する。他の解答者には聞こえない。
- 正解者は提示されたヒントの数に応じて1000点 - 100点を獲得してクイズから抜ける。
- 最初はキーワードのみを7つ並べている状態（1000点）からスタートし、数秒後得点が800点に減って1つのキーワードの詳細（ヒント）VTRが流れる。その後、600点、500点、400点、300点、200点、100点と得点が減り、1回得点が減るたびに1つずつヒントが提示され、100点のヒントが最後のヒントとなる。100点のヒントが出終わるとカウントダウンが始まり、0になるとゲームオーバーで、罰として冷却ガス「爆弾」を背後から浴びせられる。
- この得点システムは、『世界とんでも!?ヒストリー』末期の「ヒストリー6つの鍵」へと受け継がれた。ゲームオーバーの後の罰は無し。

#### ダウト ゾウの鼻
- 「カン違いダウト ゾウの鼻」をよりシンプル化したもの。A（ホント）・B（ダウト）のヒントが1個ずつ双方5個まで提示され、解答もA・B両方を当てるだけになった。問題製作は紳助が担当しており、VTR冒頭で「作・島田紳助」のナレーションが入る。
- 解答の仕方、正解の場合の得点についての要領は「カン違いダウト」と同様。
- A・Bのヒント1個ずつのみで正解すれば1000点、2個ずつの状態で正解すれば800点、3個ずつならば600点、4個ずつならば400点、そして最後のヒント5個目が出ると200点となる。200点のヒントが出終わると「カン違いダウト」と同様カウントダウンが始まり、0になるとゲームオーバーの罰として冷却ガス「爆弾」が背後から浴びせられる。
- 中山秀征と渡嘉敷勝男とラサール石井は1個目のヒントで正解し、1000点獲得したことがある。

#### ダウト・だるまさんがころんだ
初登場は1993年4月8日放送分の男女対抗戦の春のスペシャルで番組中盤のコーナーであったが、末期および『ダウトをさがせII』ではラストクイズとして行われた。
- まず「赤い物」や「2つで1組の物」などのテーマが発表される。
- 次々とアナウンスされる内容がテーマに合うか合わないかを瞬時に判断し「だるまさんがころんだ!」と言いきられる前に両腕を使って大きく○か×かを表示する。
- 全員が正解ならチャイムが鳴ってそのまま続行するが、答えが2つに分かれる、全員不正解になると問題がストップされ、正解を確認する。
- 解答者は、1問でも遅れたり間違えたりしたら、その時点で失格となる。
  - 実際の運用としては、多少遅れた程度であれば紳助が警告するだけで、その場で失格となることは少なかった。
- 問題は全20問で、1問正解につき50点。20問連続正解でパーフェクトとなり、1000点に加えてボーナス500点獲得。初回の男女対抗戦では、問題のテーマが2つあってどちらかを選択。それぞれ選んだ問題をチーム5人が一斉に解答して間違えたら脱落となり、最後の一人が間違えるまで解答する。得点は、最後まで残った解答者の正解数×100点で、パーフェクトなら2000点。全問正解のボーナスは無し。
- 『ダウトをさがせII』のペア戦では、1人1問正解につき50点となり、2人とも正解すると1問につき100点が加算された。全問正解のボーナスは無し。
- 途中でトップ以外の解答者が全滅してトップ賞が確定したとしても、3000点の海外旅行達成の可能性がある場合は続行となる。また3000点を達成しても、他の解答者が3000点を達成する可能性がある場合、その解答者が間違うまで続けられる（3000点以上の海外旅行は、得点の高い解答者1人しか獲得できないので、最初に3000点を獲得した解答者が途中で脱落して、後から3000点を獲得した解答者が前の解答者の得点を超える場合があるため）。逆に全員に海外旅行の可能性がなくなり、かつ暫定トップのみが生き残った場合はそこで打ち切りとなる。実際、数問でトップ以外が全滅してしまったケースもあり、それに伴って出題されなかった問題がテロップで表示された回や番組の最後に視聴者向けに読み上げられた回も存在する。
- 問題となる単語は当初は収録スタジオのその場で読み上げていたため、読み上げが噛む・言い間違える・聞き取りにくかったなどのトラブルにより無効（全員無条件で正解）になったことも少なくなかった。
- 問題は基本的には落ち着いて考えれば○×の判別がつきやすいものであるが、間違えやすい前振りがついている言葉・イメージに引っ張られやすい言葉などの引っ掛け問題も多数出題され、比較的知識が必要な出題もある。和田アキ子本人が居るにもかかわらず「毛が生えてるもの」で「和田アキ子の手のひら」と読み上げられたとき、ほとんどの解答者が引っ掛かり（「○」を出した）本人があきれ返る事態になったことがある。
- 『ダウトをさがせII』では、『ダウトをさがせ!』の時より○×を厳しく判定するために、解答者が黄色の大きな手袋をはめていた。また、ペア戦となって以降は脱落者は✕印が書かれたマスクをはめるようになった。

### 『ダウトをさがせII』のみ放送されたコーナー

#### 記憶力ダウト
- 元の映像と続けて流れるダウトの映像を比べ、3か所の違う所を当てる。
- 早押しで解答。正解で難易度に応じた得点（100点、300点、500点。後に100点、200点、300点に変更）を獲得。

#### ダウト 一筆莫山
- まずテーマとなる漢字四文字の架空の人名が発表される。その後、ザ・ドリフターズ「いい湯だな」の前奏に乗せて1人ずつ有名人の名前がカタカナで出題されるので、それを正しい表記に直した際、テーマと同じ漢字が一文字でもあると思えばスルー、全くないと思ったら早押しでダウトを宣言する。ダウトが正しければ加点、間違っていれば減点となる。
- 点数は1人出題されるごとに50点ずつ積み上げられていき、ダウトした時点での点数が加点、または減点となる。
  - 誰かがダウトした時は、そのダウトの正誤に関わらず、積み上げた点数は0にリセットされる。また、ダウトすべき人名を全員がスルーしてしまった場合も出題が止まり、リセットされる（解答者への加減点はない）。
- 開始当初は「ダウト 山田二郎」「ダウト 大木三太」のようにタイトルでテーマを発表していたが、後の放送でタイトルが「ダウト 一筆莫山」に固定され、書道家の榊莫山が書でテーマを発表する形式になった。
  - もしテーマの人名と同姓同名の視聴者が名乗り出れば、榊が書いた書がプレゼントされた。実際に名乗り出たのは「小西真美」「井上裕行」「加藤博子」など。
- 野球選手・イチローの本名である「鈴木一朗」が出題された事もあった（引っ掛けとして「イチロー」と出題された）。
  - あくまでも表示された呼び名の表記が基準のため、前述のテーマ「鈴木一朗」でのイチロー（鈴木一朗）、テーマ「藤森博美」でのかとうれいこ（加藤房江（当時））など、本名に漢字が入っている人物であってもダウトとなる。

#### ダウトをはずせ!（ダウトロシアンルーレット）
- 6つの選択肢の中から、テーマに合わない1個やランキングの1位（ランキングのテーマによっては6位）を選ばないように1人（組）1つずつ選んでいく。
- テーマに合う選択肢であれば得点（200点）獲得。
- テーマに合わない選択肢を選ぶとアウト、罰として冷却ガス「爆弾」が頭上から噴射される。
- 「ダウトロシアンルーレット」になってからは、アウトだと冷却ガス「爆弾」が頭上から噴射され、さらにマイナス200点。
  - 「ダウトをはずせ!」の頃は、5人ともテーマに合う選択肢を選んだ場合は、司会者が専用ステージで同様に冷却ガスを浴びる。これを「返り討ちタイム」と呼んでいた。

#### ダウト モンタージュ
- 『ダウトをさがせII』末期に登場。
- ある有名人のモンタージュ写真の内、1箇所だけ他の有名人のパーツになっているので、そのパーツと誰のパーツなのかをあてる。
- 時間が経つごとにヒントが出るVTRを見ながら、早押しで解答。
- 不正解（お手つき）だと20点減点。正解すると最高500点獲得。時間がたつごとに得点は減少する。
  - 番組で唯一の50点未満の減点が採用されたクイズ。

#### ダウト三面記事
- 『ダウトをさがせII』の途中から、「ダウトマンがやってきた!」に代わって登場。
- 4つの三面記事の中から、1つだけある嘘の記事を当てる。
- このクイズだけ正解は知らされていない紳助（野次馬紳ちゃん）が解答前に、正解と思うものを1つ予想。紳助の予想と同じ選択肢を選んだ場合正解すれば500点獲得、不正解の場合は200点減点。それ以外の選択肢では、正解で200点獲得、不正解でも減点は無い。
  - 出題VTRの三面記事の再現ドラマにはMr.オクレが主演していた。また、当初はニュースキャスター役として小林完吾も出演していた。

#### フリフリダウト
- 『ダウトをさがせII』末期（ペア戦）に登場。
- 最初に正解となるフレーズのジャンル（ことわざ、四字熟語、標語等）を発表。
- 各ペアの代表者1人、計5人がそれぞれフレーズの一部に入っている単語を、10秒間ずつジェスチャーで表現。ただし1語はダウトの単語で、正解には無関係。
- ジェスチャーをしていない側の解答者は、ダウトの単語を除いた4語を組み合わせると出来るフレーズは何かを筆記で答える。正解なら得点を獲得してクイズから抜けられる。まだ抜けていない人のために、ジェスチャーをする側と交代する場合もある。不正解ならそのままクイズに答え続ける。
- 答えるチャンスは3回までで、早い段階で正解する程高得点。
  - 1回目（正解すると500点）→ダウトの人を含めた5人が順不同でジェスチャー。
  - 2回目（正解すると300点）→ダウトの人は省かれて、正解に関わる4人が順不同でジェスチャー。
  - 3回目（正解すると100点）→正解に関わる4人が、フレーズの順番通りにジェスチャー。

### プレゼントダウト
- 番組の最後（本編終了後）に、視聴者を対象に出題される。
- ダウトが1つだけある問題を出題。クイズの答えを書いて葉書で応募し、正解者の中から抽選で数名に賞品がプレゼントされた。
- 正解及び当選者は翌週の放送で発表された。

## 『ダウトをさがせ!2007』のみ放送されたコーナー

### ダウト欧米か!
- タカアンドトシが出題役として登場。
- 最初にテーマを発表。その後、1つずつ人名や地名が読み上げられて、欧米諸国の地名や欧米人の名前なら「欧米か!」でタカ人形を、それが日本国内の地名や日本人の名前なら「ジャパン」でトシ人形を、瞬時に判断して叩く。
- 全員が正解ならそのまま続行する。最終問題を除き、不正解者や遅れた者が居た場合は中断され、正解を確認する。
- 解答者は、1問でも遅れたり間違えたりすると、その時点で失格となる。
- 20問出題され、全問正解者1人につき50ポイント獲得。

### ダウトIKKOマン
- 出題役としてIKKOが登場。
- 1問目は6人の芸能人の昔の写真の中で写真と名前が合っていない人物、2問目は教科書から消えかけている6人の歴史上の人物のうち本人の自画像が描かれている人物を当てる。
- レギュラー放送時代のダウトマンシリーズと同じく紳助が正解を予想するが、獲得得点の増減はない。

### カーリーの豪邸にダウト
- 假屋崎省吾の豪邸内で本人がお気に入りの4つの品を紹介。このうち假屋崎が嘘の値段（高級品ではないもの）を言っている品を当てる。
- なお、レポーターとして城咲仁が登場する。
- この問題も正解を紳助が予想した。

### 自己申告100m走にダウト
- リポーターはさとう珠緒。
- 長州小力、野村将希、松野明美の3人が、まず100mを何秒で走れるか自己申告し、そのタイム以内で走れるか否か（そのタイム未満→○、そのタイム以上→×で判断）を予想する。

### 逆転ダウト ダウト○か!
- 一発逆転の最終問題。
- タカが読み上げたものが、丸いものか否かを即座に判断する。要は、テーマが「丸いもの」の『ダウト・だるまさんがころんだ』。
  - 「だるまさんがころんだ！」の掛け声も復活。
- 全員が正解ならそのまま続行する。最終問題を除き、不正解者や遅れた者が居た場合は中断され、正解を確認する。
- 解答者は、1問でも遅れたり間違えたりしたら、その時点で失格となる。
- 20問出題され、全問正解者1人につき200ポイント獲得。

## スタッフ

### ナレーション
- 太平サブロー（自身の物真似のレパートリーを駆使して行った。悪人チームの解答者としての出演もあった）
- 松尾貴史（同上）
- 石丸博也
- 島津冴子（前期は通常、中期以降はギーモンとして行う）
- 熊倉一雄（「昔話にダウト」）
- 緒方賢一
- 冨永みーな
- 菊池正美（「あなたも犯罪者」、『ちびまる子ちゃん』の花輪和彦風に行う）
- 大森章督（「ダウト 一筆莫山」および「ダウト だるまさんがころんだ」）
- 富山敬
- 広川太一郎
- 千葉繁
- 三ツ矢雄二
- 庄司永建
- 前田昌明
- 加賀谷純一
- 西尾徳
- 加藤治
- 野村信次
- 亀山助清

### ダウトをさがせ!
- 構成：岩立良作、高橋秀樹、水野しげゆき、安達元一、田村尚美／詩村博史
- リサーチ：T2ファージ
- タイトルＣＧ：河原敏文（ポリゴンピクチャーズ、初期 - 中期）、マックレイ（中期 - 最終回）
- キャラクターデザイン：西内としお（中期 - 最終回）
- 音楽：中川俊郎（オープニング曲が中川のCD『天才の感触3』[PCCY-00383 廃盤]所収の「仮面の踊り」として収録されている）
- 技術：足立篤己
- カメラ：大熊正浩
- ＶＥ：大和田謙一
- ＶＴＲ：堀部潤（初期）→ 竹若章 → 大西亨
- 照明：岩岡正（ティエルシー）
- 音声：藤井勝彦（タムコ）
- 音響効果：有馬克己（中期まで）→ 漆谷千穂里（中期以降）
- 編集：諏訪部和広
- ＭＡ：森岡浩人（初期）→ 菱山和良（中期以降）
- タイムキーパー：浜川久美
- 美術：栗田寛
- 美術進行：飯尾次郎
- 電飾：柴崎武人
- 小道具：高木重因（中期以降）
- メイク：石坂智子
- 広報：森亜希子（MBS）
- ディレクター
  - 初期 - 中期：兵藤豊、岩城信行、洪龍吉、今野徹、上西浩之、河合優、井上晃一、井澤達也（L.A.イースト）
  - 中期 - 最終回：保田正明、井村秀樹、洪龍吉、今野徹、芳住昌之、井上晃一、渡辺松太郎
- 演出：波多野健（初回 - 中期）、上西浩之（中期 - 最終回）
- プロデューサー：渡辺高志（MBS）、山本三四郎、梅本満（初回 - 中期）、西滝順二（中期 - 最終回）
- 技術協力：東通、アートプラザ1000、サラインターナショナル、東京サウンド企画（現 スカイウォーカー）、インターナショナルクリエイティブ、CORE
- 美術協力：ル・オブジェ・アール・スタジオ
- 製作：イースト、毎日放送

### ダウトをさがせII・ダウトをさがせR
- 構成：岩立良作、高橋秀樹、水野しげゆき、安達元一/詩村博史
- リサーチ：T2ファージ
- キャラクターデザイン：西内としお
- 技術：足立篤己
- カメラ：大熊正浩
- ＶＥ：大和田謙一
- 照明：鋤野雅彦、岩岡正（二人共ティエルシー）
- 音声：藤井勝彦（タムコ）
- 音響効果：漆谷千穂里（ジャイロ  旧・東京サウンド企画）
- 編集：山本久之
- ＭＡ：三好勝也
- タイムキーパー：浜川久美
- 美術：栗田寛
- デザイン：神崎竜
- 美術進行：鈴木喜勝
- ヘアメイク：石坂智子
- 広報：森亜希子（MBS）
- ディレクター：田中将徳（MBS）、林京太（MBS）、洪龍吉、井上晃一、渡邊松太郎
- 演出：上西浩之（イースト）
- アシスタントプロデューサー：岡田公伸（MBS）
- プロデューサー：浜田尊弘（MBS）、金子秀二（電通）、梅本満（イースト）
- 制作（チーフプロデューサー）：渡辺高志（MBS）、山本三四郎（イースト）
- 技術協力：東通、マックレイ、スパイラルビジョン、DELICIOUS、千代田ビデオ、インターナショナルクリエイティブ、ジャイロ（現 スカイウォーカー）
- 美術協力：ル・オブジェ・アール・スタジオ
- 製作：イースト、毎日放送

### クイズ ダウトをさがせ!2007
- ナレーター：大海吾郎
- 構成：安達元一、北本かつら、西田哲也、酒井よしふみ、岡本トモ、久松知博
- ディレクター：立川英弘・大橋圭史（イースト）、渡辺松太郎・吉野貴之（マットビジョン）、清水栄次（スペード・ワン）
- 演出：牧良昭（イースト）
- プロデューサー：渡辺高志（MBS）、梅本覇留（イースト）、新川一平（スペード・ワン）
- 技術協力：ニユーテレス、プログレッソ、マックレイ、サウンドエッグノッグ、インターナショナルクリエイティブ、パークグラフィックス、TIDE、ドリームビジョン
- 美術製作：ル・オブジェ・アール・スタジオ
- 美術協力：テレフィット、テルミック、ル・ルージュ
- 収録スタジオ：東京メディアシティ
- 制作協力：吉本興業、マットビジョン、スペード・ワン
- 製作：イースト、毎日放送、TBS

## エンディングテーマ

### ダウトをさがせ!
- 「抱きしめたい」 麗美

### ダウトをさがせII
- 「一緒にいたい!」 神崎まき
- 「B with U!」 神崎まき
- 「僕のままで 君のままで」 RAZZ MA TAZZ

### ダウトをさがせR
- 「僕のままで 君のままで」 RAZZ MA TAZZ（『ダウトをさがせII』から引き続き使用）
- 「ドライブに行こう」 神崎まき

## ネット局
| 放送対象地域   | 放送局                    | 系列           | 放送曜日・放送時間       | 放送体制   | 備考                                            |
| -------------- | ------------------------- | -------------- | ------------------------ | ---------- | ----------------------------------------------- |
| 近畿広域圏     | 毎日放送（MBS）           | TBS系列        | 木曜 20時00分 - 20時54分 | 同時ネット | 製作局                                          |
| 北海道         | 北海道放送（HBC）         | TBS系列        | 木曜 20時00分 - 20時54分 | 同時ネット |                                                 |
| 青森県         | 青森テレビ（ATV）         | TBS系列        | 木曜 20時00分 - 20時54分 | 同時ネット |                                                 |
| 岩手県         | IBC岩手放送（IBC）        | TBS系列        | 木曜 20時00分 - 20時54分 | 同時ネット |                                                 |
| 宮城県         | 東北放送（TBC）           | TBS系列        | 木曜 20時00分 - 20時54分 | 同時ネット |                                                 |
| 山形県         | テレビユー山形（TUY）     | TBS系列        | 木曜 20時00分 - 20時54分 | 同時ネット |                                                 |
| 福島県         | テレビユー福島（TUF）     | TBS系列        | 木曜 20時00分 - 20時54分 | 同時ネット |                                                 |
| 関東広域圏     | 東京放送（TBS）           | TBS系列        | 木曜 20時00分 - 20時54分 | 同時ネット | 現・TBSテレビ 『ダウトをさがせ!2007』は共同製作 |
| 山梨県         | テレビ山梨（UTY）         | TBS系列        | 木曜 20時00分 - 20時54分 | 同時ネット |                                                 |
| 新潟県         | 新潟放送（BSN）           | TBS系列        | 木曜 20時00分 - 20時54分 | 同時ネット |                                                 |
| 長野県         | 信越放送（SBC）           | TBS系列        | 木曜 20時00分 - 20時54分 | 同時ネット |                                                 |
| 静岡県         | 静岡放送（SBS）           | TBS系列        | 木曜 20時00分 - 20時54分 | 同時ネット |                                                 |
| 富山県         | チューリップテレビ（TUT） | TBS系列        | 木曜 20時00分 - 20時54分 | 同時ネット |                                                 |
| 石川県         | 北陸放送（MRO）           | TBS系列        | 木曜 20時00分 - 20時54分 | 同時ネット |                                                 |
| 中京広域圏     | 中部日本放送（CBC）       | TBS系列        | 木曜 20時00分 - 20時54分 | 同時ネット | 現・CBCテレビ                                   |
| 鳥取県・島根県 | 山陰放送（BSS）           | TBS系列        | 木曜 20時00分 - 20時54分 | 同時ネット |                                                 |
| 岡山県・香川県 | 山陽放送（RSK）           | TBS系列        | 木曜 20時00分 - 20時54分 | 同時ネット | 現・RSK山陽放送                                 |
| 広島県         | 中国放送（RCC）           | TBS系列        | 木曜 20時00分 - 20時54分 | 同時ネット |                                                 |
| 山口県         | テレビ山口（tys）         | TBS系列        | 木曜 20時00分 - 20時54分 | 同時ネット |                                                 |
| 愛媛県         | 南海放送（RNB）           | 日本テレビ系列 | 土曜 22時00分 - 22時54分 | 遅れネット | 1992年9月まで                                   |
| 愛媛県         | あいテレビ（itv）         | TBS系列        | 木曜 20時00分 - 20時54分 | 同時ネット | 1992年10月開局から                              |
| 高知県         | テレビ高知（KUTV）        | TBS系列        | 木曜 20時00分 - 20時54分 | 同時ネット |                                                 |
| 福岡県         | RKB毎日放送（RKB）        | TBS系列        | 木曜 20時00分 - 20時54分 | 同時ネット |                                                 |
| 長崎県         | 長崎放送（NBC）           | TBS系列        | 木曜 20時00分 - 20時54分 | 同時ネット |                                                 |
| 熊本県         | 熊本放送（RKK）           | TBS系列        | 木曜 20時00分 - 20時54分 | 同時ネット |                                                 |
| 大分県         | 大分放送（OBS）           | TBS系列        | 木曜 20時00分 - 20時54分 | 同時ネット |                                                 |
| 宮崎県         | 宮崎放送（MRT）           | TBS系列        | 木曜 20時00分 - 20時54分 | 同時ネット |                                                 |
| 鹿児島県       | 南日本放送（MBC）         | TBS系列        | 木曜 20時00分 - 20時54分 | 同時ネット |                                                 |
| 沖縄県         | 琉球放送（RBC）           | TBS系列        | 木曜 20時00分 - 20時54分 | 同時ネット |                                                 |
| 福井県         | 福井テレビ（FTB）         | フジテレビ系列 | 月曜 22時00分 - 22時54分 | 遅れネット | 『ダウトをさがせ!II』以降は未放送               |
| 秋田県         | 秋田放送（ABS）           | 日本テレビ系列 | 土曜 17時00分 - 17時54分 | 遅れネット |                                                 |